# Adunarea Națională (Polonia)
Adunarea Națională (în limba polonă: Zgromadzenie Narodowe) este numele celor două camere reunite în sesiune comună a Parlamentului polonez: Dieta poloneză și Senat. Este prezidată de mareșalul Dietei (sau de mareșalul Senatului, în absența aceluia).